# Cantonul Niort-Ouest
Cantonul Niort-Ouest este un canton din arondismentul Niort, departamentul Deux-Sèvres, regiunea Poitou-Charentes, Franța.

## Comune
| Comune | Populație (1999) | Cod poștal | Cod INSEE |
| ------ | ---------------- | ---------- | --------- |
| Coulon | 2.211            | 79510      | 79100     |
| Magné  | 2.856            | 79460      | 79162     |
| Niort  | 20.520 (*)       | 79000      | 79191     |